# キング・ハク
キング・ハク（King Haku、本名：Tonga 'Uli'uli Fifita、1959年2月3日 - ）は、トンガ・ヌクアロファ出身のプロレスラー。
大相撲・朝日山部屋出身の元力士であり、プロレス転向後は全日本プロレスを経てアメリカのWWFやWCWで活躍した。
タンガ・ロアことテヴィタ・フィフィタの実父であり、タマ・トンガことピート・フィフィタおよびヒクレオことタウラ・フィフィタの養父である。

## 来歴
1974年末、トンガ国王の命で16代朝日山親方に連れられて来日し、大相撲の朝日山部屋に入門。福ノ島の四股名で幕下27枚目まで昇進するも、親方死去後に起こった部屋の後継問題のため、1976年9月に廃業の憂き目に遭う（トンガ人力士廃業騒動）。
その後、1977年7月に全日本プロレスに入団して12月に渡米。テキサス州アマリロのザ・ファンクスのもとでトレーニングを積み、翌1978年、アマリロ地区にてプリンス・トンガ（Prince Tonga）のリングネームでデビュー。アイランダー系のベビーフェイスとしてNWAのローカル・テリトリーを転戦し、ロサンゼルスのハリウッド・レスリングでは同年6月から9月にかけて、パク・チューこと木村健悟やロディ・パイパーとも対戦。テネシーのミッドアメリカ地区では1979年10月にデビッド・シュルツやトージョー・ヤマモトのチームを破り、同地区版のNWA世界6人タッグ王座を獲得した。1980年3月26日には、ハワイにてハンス・シュローダーからNWAハワイ・ヘビー級王座を奪取している。
1980年7月11日、愛知県津島市大会におけるリック・デビッドソン戦で日本マットでのデビューを果たす。以降、1982年の上期まで全日本プロレスの若手選手としてキャリアを積んだ。春に開催されるチャンピオン・カーニバルには1981年の第9回大会と1982年の第10回大会に出場。公式リーグ戦ではジャイアント馬場、ジャンボ鶴田、天龍源一郎、アブドーラ・ザ・ブッチャー、ブルーザー・ブロディとも対戦した。
1982年下期より主戦場を北米マットに移し、ドリー・ファンク・ジュニアがブッカーを務めていたフロリダのCWFにおいてキング・トンガ（King Tonga）と改名。ヒールのポジションでケンドー・ナガサキらと共闘し、ニューヨークから遠征してきたボブ・バックランドのWWFヘビー級王座にも連続挑戦した。1983年にはプエルトリコのWWCに参戦して、インベーダー1号、ボブ・スウィータン、テリー・ギッブスらとプエルトリコ・ヘビー級王座を争う。1984年10月9日にはカナダのモントリオール地区でディノ・ブラボーからカナディアン・インターナショナル・ヘビー級王座を奪取。アメリカ本土ではAWAにも出場し、シーク・アドナン・アル＝ケイシー率いる反米軍団に加入してミスター・サイトーやマスクド・スーパースターと共闘、サージェント・スローターやジェリー・ブラックウェルと抗争を展開した。
1986年、ハク（Haku）のリングネームでWWFと契約。当初はベビーフェイスとして、トンガ・キッドことタマとのタッグチーム、ジ・アイランダーズ（The Islanders）で売り出された。やがてヒールターンし、ボビー・ヒーナンのファミリーに加入してブリティッシュ・ブルドッグスらと抗争。タマの離脱後はシングルプレイヤーとなり、1988年6月にはハーリー・レイスの負傷欠場で空位となっていた「キング」の称号をバトルロイヤルに勝ち抜いて獲得した。以降、キング・ハク（King Haku）を名乗り、同年の8月から10月にかけてはハルク・ホーガンとの連戦も行われている。
1989年1月15日のロイヤルランブル1989でレイスを破り正式に「王位」を継承するが、その後ジム・ドゥガンに敗れキングの座から陥落。同年下期からはヒールに転向していたアンドレ・ザ・ジャイアントとのタッグチーム、コロッサル・コネクション（The Colossal Connection）で活躍。12月13日にはアラバマ州ハンツビルにて、アックス&スマッシュのデモリッションからWWF世界タッグ王座を奪取した。
1990年4月、日米レスリングサミットへの参戦で久々に日本に登場。鶴田と組んでカート・ヘニング&リック・マーテルから勝利を収めた。同年下期にアンドレが戦列を離れると、大相撲時代の盟友ザ・バーバリアンを新パートナーにミッドカード戦線で活動。1992年は当時WWFと提携していた日本のSWSを主戦場に、谷津嘉章とナチュラル・パワーズなるチームを結成、天龍&阿修羅・原の龍原砲とタッグ王座を争う。同年秋にWWFを退団し、1993年6月にはWAR経由で新日本プロレスのリングに初登場。8月のG1クライマックスにも来日した。
1994年11月、ミング（Meng）の名前でWCWに登場。サングラスに黒スーツ姿で悪徳マネージャーのカーネル・ロバート・パーカーのボディーガード役を務める。翌1995年には、日本育ちという出自から武道家スタイルのヒールに変身。同年7月16日のPPV『バッシュ・アット・ザ・ビーチ』では、スティングのUSヘビー級王座に挑戦した。以降もWCWに定着して、ケビン・サリバンのダンジョン・オブ・ドゥームへの加入や、旧友バーバリアンとのフェイシズ・オブ・フィアー（The Faces of Fear）などで活動。フェイシズ・オブ・フィアーでは1996年12月29日開催のスターケードにおいて、ジ・アウトサイダーズ（ケビン・ナッシュ&スコット・ホール）のWCW世界タッグ王座にも挑戦している。その後はセミレギュラーの立場で単発的な出場を続け、1998年8月10日には当時連勝記録を更新中だったWCW世界ヘビー級王者ゴールドバーグのチャレンジャー兼ジョバーとしてマンデー・ナイトロに登場。WCW末期はハードコア戦線に進出して、2001年1月14日に師匠のテリー・ファンクからWCWハードコア王座を奪取した。
その1週間後の1月21日、WWFのロイヤルランブル2001に出場。以降はWWFに復帰して、ヒールターンしたリキシのタッグパートナーを務めた。2002年3月1日には、横浜アリーナにて開催されたWWF初の単独日本興行『スマックダウン・ツアー・ジャパン』に参加、ダイヤモンド・ダラス・ペイジが保持していたWWFヨーロピアン王座に挑戦した。
WWF離脱後は、かつてキングの座を争ったレイスが主宰するWLWをはじめ、各地のインディー団体を転戦。2004年5月には新日本プロレスの東京ドーム大会に来日、天龍と組んでブルー・ウルフ&ドルゴルスレン・スミヤバザルと対戦した。以後、しばらくセミリタイア状態となるも、2008年よりアファ・アノアイが主宰するWXW（ワールド・エクストリーム・レスリング）にトレーナー兼任で出場し、2009年4月18日にサージェント・ハードコアからWXWハードコア王座を奪取。戴冠後はディラン・ナイトと抗争を展開した。
2012年9月14日、CHIKARAのトリオ・トーナメントであるキング・オブ・トリオに、バーバリアン&ザ・ウォーロードのパワーズ・オブ・ペインと合体したフェイシズ・オブ・ペイン（The Faces of Pain）として出場。1回戦でチームROH（マイク・ベネット&ヤング・バックス）と対戦するが敗退、予選失格となった。
2014年11月8日にはWXWにて、息子のテヴィタ・フィフィタ、リッキー・サンタナ、キューバン・アサシン（デビッド・シェラ）と組み、プロフェシー（アレキサンダー・ペイジ、アレックスG、ザ・ビースト、ブライアン・リチャーズ）との8人タッグマッチで勝利を収めた。同月29日、リユニオン・イベント "WrestleCade 2014" にてバーバリアンとのフェイシズ・オブ・フィアーを再結成、スタイナー・ブラザーズ（リック・スタイナー&スコット・スタイナー）、ロックンロール・エクスプレス（リッキー・モートン&ロバート・ギブソン）、トム・プリチャード&ジョージ・サウスといった往年のスーパースター同士によるフェイタル4ウェイ式タッグマッチに出場した。
2016年1月4日、新日本プロレスの『WRESTLE KINGDOM 10』において、ロイヤルランブル方式の1分時間差バトルロイヤルである18人参加のニュージャパンランボーに、BULLET CLUBのシャツを着て15番目の選手として登場。永田裕志がエプロン越しに小島聡にスリーパーホールドをかけているところを、背後からのタックルで永田をリング下に落として退場させ、直後に小島をも投げ捨てる活躍を見せたが、天山広吉のアナコンダバイスに屈して10番目の失格となった。試合後のインタビューでは、新日本プロレスに戻れた喜びと引退した天龍への惜別のコメントを伝えた。翌5日の『NEW YEAR DASH!!』にもBULLET CLUBのメンバーとして参戦した。同年11月12日には、新日本プロレスがニュージーランドのオークランドにて開催したチャリティ興行に出場、息子たちとトリオを組んでの6人タッグマッチで勝利を収めた。
2021年7月29日、ノースカロライナ州シャーロットで開催されたオール・エリート・レスリングの『ダイナマイト - Fight Fallen - 』において、ランス・アーチャーの保持するIWGP USヘビー級王座に挑戦したヒクレオのセコンドを務めた。

## 追記
ストリートファイトにも強く、WWFを共にサーキットしたダイナマイト・キッドの自著には、バーで同席していた女性を執拗に侮辱したジミー・ジャック・ファンクがハクに叩きのめされたエピソードが書かれている。
船木誠勝も自身のYouTubeチャンネルでハクの武勇伝を語っており「普段は温厚でやさしいが怒ると止められない。時には相手の目に指を入れることもあったと聞いている」などと証言した。このエピソードについてタイガー戸口は、ハクがオレゴン地区で試合をしていた際、酒に酔った現地のプロモーターの息子が、ハクのガールフレンドの車の上に飛び乗ってジャンプしたために、その男の目を抜こうとしたと証言している。
中西学はアメリカのプロレス会場で暴動が起きた際、ハクが大立ち回りを行い、警備員に催涙スプレーを噴霧されても全然効かなかったという逸話を著書の中で記述している。
ザ・グレート・カブキは、新日本プロレス参戦時に六本木でリック・フレアーらと飲んでいたハクが、路上で大柄な外国人に因縁をつけられ、いきなり殴りかかられたので、その男をショーウインドーの中に放り投げたエピソードを語っている。戸口は「酒癖が悪いわけではなくて、加減を知らない。普段はとても温和」、カブキは「だからこそ怖い」と、それぞれハクを評した。

## 得意技
- トンガン・デス・グリップ（Tongan death grip）
  - 代表的なフィニッシュ・ホールド。コブラクローと同型。ギブアップを取るだけでなく、技をかけた状態で相手を押し倒し、そのままピンフォールを奪うこともあった。
- ダイビング・スプラッシュ
  - 現在では息子のタマ・トンガがフォームごと受け継いでいる。
- トラース・キック
  - WWF時代のフィニッシャーの一つ。ハーリー・レイスを破り「キング」の座を継承した際の決まり手でもある。
- ドロップキック
  - キャリア初期の全日本プロレス時代に多用。ジャイアント馬場は彼のドロップキックを高く評価していた。
- バックハンド・チョップ
- ヘッドバット
- ベアハッグ
- パワースラム
- サイドバスター
- ペンデュラム・バックブリーカー

## 獲得タイトル
NWAミッドアメリカ
- NWA6人タッグ王座（ミッドアメリカ版）：1回（w / ケン・ルーカス&ジョージ・グラス）[3]

NWAミッドパシフィック・プロモーションズ
- NWAハワイ・ヘビー級王座：1回[4]

ワールド・レスリング・カウンシル
- WWCプエルトリコ・ヘビー級王座：2回[10]
- WWC北米タッグ王座：1回（w / エル・グラン・アポロ）
- WWC世界タッグ王座：1回（w / ヘラクレス・アヤラ）

インターナショナル・レスリング
- カナディアン・インターナショナル・ヘビー級王座：1回[11]
- カナディアン・インターナショナル・タッグ王座：1回（w / リチャード・シャラン）

ワールド・レスリング・フェデレーション
- WWF世界タッグ王座：1回（w / アンドレ・ザ・ジャイアント）[15]

スーパー・ワールド・スポーツ
- SWSタッグ王座：2回（w / 谷津嘉章）[17]

ワールド・チャンピオンシップ・レスリング
- WCWハードコア王座：1回[22]

ワールド・リーグ・レスリング
- WLWヘビー級王座：3回

ワールド・エクストリーム・レスリング
- WXWハードコア王座：1回

## マネージャー
- J・J・ディロン（CWF）
- ヒューゴ・サビノビッチ（WWC）
- シーク・アドナン・アル＝ケイシー（AWA）
- ボビー・ヒーナン（WWF）
- カーネル・ロバート・パーカー（WCW）
- ケビン・サリバン（WCW）
- ジミー・ハート（WCW）